# IHK Nürnberg für Mittelfranken
Die IHK Nürnberg für Mittelfranken (Industrie- und Handelskammer Nürnberg für Mittelfranken) ist eine Körperschaft des öffentlichen Rechts mit Hauptsitz in Nürnberg. Ihr gehören 144.500 Unternehmen mit insgesamt rund 819.000 Beschäftigten an.

## Geschichte

### Vorgeschichte
Der „Herrenmarkt“ auf dem Nürnberger Hauptmarkt, der Warenumschlagplatz der Großkaufleute, entwickelte sich von einem Treffpunkt für vereinzelte Märkte zur ganzjährigen Warenbörse – doch wurden Geschäftsabschlüsse zunächst ohne allgemein verbindliche Regeln getätigt. 1560 schlossen sich mehrere Kaufleute zusammen und wandten sich an den Rat der Stadt. Sie forderten, dass wie etwa in Venedig und Antwerpen für den Großhandel feste Zeiten gelten und der Markt mit einer Glocke, dem Börsglöcklein, an- und abgeläutet werden sollte. Der Rat stimmte zu, erlaubte den Kaufleuten, an St. Sebald eine Glocke aufzuhängen und delegierte weitere Aufgaben der Marktaufsicht. Ein Marktabläuter wurde ernannt und die neue Marktordnung auf einer großen Tafel am Herrenmarkt festgehalten. Dies galt später als erster Schritt hin zur Selbstverwaltung der Wirtschaft und legte den Grundstein für die spätere Gründung der IHK Nürnberg für Mittelfranken.

### Gründung der IHK und wegweisende Gesetze
Auf Bestreben des damaligen Innenministers Karl von Abel wurde 1843 im Namen von König Ludwig I. für jeden bayerischen Regierungsbezirk eine Kammer gegründet, darunter auch die IHK Nürnberg. Von Abel wurde dabei besonders vonseiten des Nürnberger Handelsvorstands unterstützt, der bereits 250 Jahre Erfahrung in der Selbstverwaltung gesammelt hatte. Der König sah in den Kammern zunächst jedoch eine Gefahr für seine autoritäre Herrschaft und ließ ihnen kaum eigene Handlungsspielräume. Durch den verlorenen Krieg Bayerns gegen Preußen 1866 leitete die Regierung umfassende Reformen ein. Mit der „Königlich allerhöchsten Verordnung“ von 1868 wurde der rechtliche Rahmen der Kammern von König Ludwig II. grundlegend erweitert. Die Kammern erhielten die „ständige Wirksamkeit“, also das Recht, dauerhaft eigenverantwortlich und selbstbestimmt zu handeln. Zudem wurden erstmals die ehrenamtlichen Repräsentanten direkt gewählt. Staatliche Behörden mussten die Kammern nun bei allen Fragen zu Handel und Gewerbe anhören. Ein umfassendes Initiativrecht erlaubte es den Kammern, eigene Beschlüsse zu fassen und aktiv an die Verwaltung heranzutragen. Die jährlichen Berichte an die Behörden sollten fortan ausdrücklich auch Wünsche und Anträge enthalten. Erlaubt wurde nun auch der Austausch mit anderen Gremien im Bezirk sowie mit anderen Kammern zur gemeinsamen Willensbildung. Diese Regelungen schufen die Grundlage für eine kontinuierliche, professionelle Kammerarbeit.

### Ende der Selbstbestimmung unter den Nationalsozialisten
Im Zuge der Gleichschaltung wurden bis Juni 1933 Leitungspositionen der IHK Nürnberg durch die NSDAP neu besetzt und die gesamte Organisation umstrukturiert. Die neue Führung setzte die Ziele der Nationalsozialisten um, schloss jüdische Unternehmer aus und unterstützte die Arisierung jüdischer Betriebe und den Ausbau der Rüstungsindustrie. Im April 1942 wurden im Zuge der Verordnung zur „Vereinfachung der Organisation der gewerblichen Wirtschaft“ die Industrie- und Handelskammern durch Gauwirtschaftskammern ersetzt, die bis Kriegsende 1945 ihre Aufgaben im Sinne des NS-Regimes ausführten.

### Neubeginn nach dem Zweiten Weltkrieg
Die amerikanische Militärregierung löste die Gauwirtschaftskammern 1945 auf. Im Oktober durften die Industrie- und Handelskammern mit Erlaubnis des Bayerischen Wirtschaftsministeriums in sechs Regierungsbezirken ihre Arbeit in zunächst nur beratender Funktion wieder aufnehmen, darunter auch die IHK Nürnberg. Die ersten Vollversammlungswahlen fanden im November 1948 statt. Mit dem IHK-Gesetz wurde 1956 eine bundesweit einheitliche Rechtsgrundlage für die Industrie- und Handelskammern geschaffen.

### Weitere Entwicklung
Im Mai 1997 wurde die Industrie- und Handelskammer Nürnberg in Industrie- und Handelskammer Nürnberg für Mittelfranken umbenannt.
2018 feierte die IHK Nürnberg für Mittelfranken ihr 175-jähriges Bestehen. Zwei Jahre später wurde die um- und teils neugebaute Hauptgeschäftsstelle unter dem Namen „Haus der Wirtschaft“ am Hauptmarkt wiedereröffnet, an dem die IHK Nürnberg für Mittelfranken seit der Gründung 1843 ihren Sitz hat.

## Organisation
Die IHK Nürnberg für Mittelfranken setzt sich aus Ehren- und Hauptamt zusammen. Zum gewählten Ehrenamt gehören rund 300 Mitglieder in der Vollversammlung, den 14 IHK-Gremien und dem Präsidium sowie weitere 6000 Fachkräfte, die sich in verschiedenen Ausschüssen wie Fach- und Prüfungsausschüssen engagieren. Etwa 250 Beschäftigte bilden das Hauptamt.
Die Vollversammlung ist das höchste Organ der IHK Nürnberg für Mittelfranken. Sie wird alle fünf Jahre von den IHK-Mitgliedsunternehmen gewählt. Die Vollversammlung tagt viermal jährlich und legt die strategischen Leitlinien der IHK-Arbeit fest. Sie entscheidet über den wirtschafts- und bildungspolitischen Kurs, verabschiedet den Haushaltsplan und bestimmt den Umfang des IHK-Leistungsangebots. Darüber hinaus beschließt sie über die Höhe der Mitgliedsbeiträge und Gebühren. In der Wahlperiode vom 1. Januar 2025 bis 31. Dezember 2029 gehören der Vollversammlung 79 Mitglieder an – 65 davon wurden direkt gewählt, ergänzt durch die Vorsitzenden der IHK-Gremien.
Die Verteilung der Sitze in der Vollversammlung soll die wirtschaftliche Struktur Mittelfrankens widerspiegeln. In der Wahlperiode 2025 bis 2029 verteilen sich die 79 Sitze wie folgt:
- Industrie, Baugewerbe: 15 Sitze
- Energie, Ver- und Entsorgung, Landwirtschaft, Verkehr und Logistik: 5 Sitze
- Groß- und Außenhandel, Handelsvertreter, Einzelhandel, Hotellerie und Gastronomie: 15 Sitze
- Kreditinstitute, Versicherungen, Leasing, sonst. BAFIN-Regulierte: 3 Sitze
- Information und Kommunikation, Kultur- und Kreativwirtschaft, Unternehmensberatung und -verwaltung und unternehmensnahe Dienstleistungen: 17 Sitze
- Technische und Immobiliendienstleistungen, private und sonstige Dienstleistungen: 10 Sitze
- Regionale IHK-Gremien: 14 Sitze.[11]

Die 14 regionalen Gremien repräsentieren die verschiedenen Bezirke im Wirtschaftsraum Mittelfranken. Die Gremien werden von denjenigen IHK-Mitgliedsunternehmen gewählt, die im jeweiligen Bezirk ihren Sitz haben oder mit einer Niederlassung vertreten sind. Die Mitglieder des Gremiums wiederum wählen jeweils einen Vorsitzenden. Dieser ist automatisch auch Teil der Vollversammlung.
Die Vollversammlung wählt ein Präsidium. Neben Präsident Armin Zitzmann wurden bei der Wahl 2024 auch die 13 Vizepräsidenten bestimmt.

### Sitz
Ihren Hauptsitz hat die IHK Nürnberg für Mittelfranken in Nürnberg. Hier befinden sich auch die Geschäftsstellen für das Nürnberger Land, Schwabach und den Landkreis Roth sowie die Geschäftsstelle für die Region Stadt Nürnberg. Zudem gibt es Geschäftsstellen in Ansbach, Erlangen und Fürth.

## Ehemalige Präsidenten

### Handelskammer Mittelfranken
- 1843–1845 Friedrich Campe
- 1843–1853 Carl Benedikt Crämer (1. Vorstand)
- 1845–1851 Albert Billing (2. Vorstand)
- 1851–1853 Daniel Ley (2. Vorstand)

### Kreis-, Gewerbe- und Handelskammer Mittelfranken
- 1854–1856 Johann Christian Merck
- 1856–1857 Carl Conrad Cnopf
- 1857–1863 Johann Christian Merck
- 1863–1867 Johann Benedikt Zahn

### Handels- und Gewerbekammer Mittelfranken
- 1869–1876 Hermann Müller
- 1876–1892 Friedrich von Grundherr
- 1893–1896 Jakob Volleth
- 1897–1898 (Vakant)
- 1899–1901 Ludwig Gebhardt
- 1902–1906 Otto Soldan

### Handelskammer Nürnberg (ab 1912)
- 1907–1923 Eugen Mayer
- 1923–1924 Hermann Hetzel

### Industrie- und Handelskammer Nürnberg (ab 1927)
- 1925–1933 Georg Ernst Schmidmer
- 1933–1937 Georg Schaub
- 1937–1939 Otto Strobl
- 1939–1942 Ernst Franke
- 1945–1946 Rudolf Kreutzer
- 1946–1948 Konsul Achill Scheuerle
- 1948–1952 Rudolf Haas
- 1952 (31. Januar bis 27. März) Wilhelm Nuber (kommissarisch)
- 1952–1963 Wilhelm Tafel
- 1963–1971 Fritz Scharlach
- 1971–1989 Konsul Senator Walter Braun
- 1989–1995 Gustl Drechsler

### Industrie- und Handelskammer Nürnberg für Mittelfranken (ab Mai 1997)
- 1995–2000 Hubert Weiler
- 2000–2005 Hans-Peter Schmidt
- 2005–2010 Klaus L. Wübbenhorst
- 2010–2020 Dirk von Vopelius
- Seit 2020  Armin Zitzmann[13]

## Aufgaben
Die IHK Nürnberg für Mittelfranken erfüllt als öffentlich-rechtliche Selbstverwaltungseinrichtung im Sinne des IHK-Gesetzes eine Vielzahl gesetzlich übertragener Aufgaben. Sie vertritt das Gesamtinteresse der regionalen Wirtschaft gegenüber Politik und Verwaltung und unterstützt ihre Mitgliedsunternehmen. Zu den wichtigsten Aufgaben gehören:
- Förderung der wirtschaftlichen Entwicklung in der Region
- Öffentliche Bestellung und Vereidigung von Sachverständigen
- Erstellung von Gutachten für Gerichte und Behörden
- Ausstellung von Ursprungszeugnissen und anderen Außenwirtschaftsdokumenten
- Überwachung und Förderung der dualen Berufsausbildung
- Durchführung von Fort- und Weiterbildungen mit IHK-Abschlüssen
- Beratung für Mitgliedsunternehmen, zum Beispiel zu unternehmerischen oder rechtlichen Fragen.[15]

Die Aufgaben der IHK Nürnberg für Mittelfranken verteilen sich auf insgesamt sechs Geschäftsbereiche: Standortpolitik und Unternehmensförderung, Berufsbildung, Innovation und Umwelt, International, Recht und Steuern sowie Kommunikation.

### Besondere Arbeitsschwerpunkte

#### Ehrbare Kaufleute
Die IHK Nürnberg für Mittelfranken fördert in ihrer Arbeit aktiv das Leitbild der Ehrbaren Kaufleute. Mit eigens formulierten Leitsätzen bekennt sich die IHK laut eigener Aussage zu Demokratie, Menschenwürde, Pluralismus und verantwortungsvollem Unternehmertum.

#### Interessengemeinschaft Hochschulen Region Nürnberg (IGH)
Die IHK Nürnberg für Mittelfranken koordiniert die Interessengemeinschaft Hochschulen Region Nürnberg (IGH). Dabei handelt es sich um einen Zusammenschluss der Hochschulen in Mittelfranken und Vertretern aus Politik und Wirtschaft. Die IGH soll den Hochschulausbau voranbringen und zudem die Belange der Hochschulen an die Regierung herantragen.

#### International
Die IHK Nürnberg für Mittelfranken organisierte im Haus der Wirtschaft 16 Mal (Stand 2025) das Asien-Pazifik-Forum Bayern, eine Veranstaltung mit Vorträgen, Fachforen und Einzelberatungen rund um Investitionen und Handelsmöglichkeiten im asiatischen Raum.

#### IHK-Magazin
WiM – Wirtschaft in Mittelfranken ist das Mitgliedermagazin der IHK Nürnberg für Mittelfranken. Es erscheint sechsmal jährlich in einer Auflage von rund 110.000 Exemplaren. Die Zeitschrift berichtet über wirtschaftliche Entwicklungen in der Region Mittelfranken und behandelt Themen wie betriebliche Praxis, Markttrends, Aktivitäten der IHK, Veranstaltungen sowie Unternehmensnachrichten.

#### IHK-FOSA
Ebenfalls in Nürnberg angesiedelt ist die IHK-Einrichtung „Foreign Skills Approval“ (Anerkennung im Ausland erworbener Kenntnisse), kurz IHK-FOSA. Sie wurde von den deutschen Industrie- und Handelskammern gemeinsam gegründet und prüft im Ausland erworbene Berufsbildungs-Abschlüsse auf Gleichwertigkeit mit IHK-Ausbildungsberufen. Der Präsident der IHK Nürnberg für Mittelfranken ist zugleich Vorsitzender der IHK-FOSA.

#### Metropolregion Nürnberg
Im Jahr 2005 schlossen sich unter anderem auf Bestreben der IHK Nürnberg für Mittelfranken 23 Landkreise und elf kreisfreie Städte in der „Metropolregion Nürnberg“ zusammen. Unter Federführung der IHK wurde ein Entwicklungsleitbild für die Metropolregion ausgearbeitet, das 2010 unterzeichnet und 2025 aktualisiert wurde. Kommunen, Verbände, Gewerkschaften, Unternehmer und die Kammern wollten die Region so gemeinsam wirtschaftlich voranbringen.